# Eranove
Eranove ist ein französischer Versorgungskonzern mit geschäftlichem Fokus auf Westafrika. Das Unternehmen ist in der Wasserwirtschaft und der Erzeugung elektrischer Energie tätig.
Nach eigenen Angaben verfügte Eranove 2023 über eine installierte Leistung von 1250 MW. Innerhalb desselben Jahres produzierte das Unternehmen 455 Millionen Kubikmeter Trinkwasser.
Eranove entstand 2005 aus einem Teil von Saur, einer ehemaligen Tochter des französischen Baukonzerns Bouygues. Saur wurde 2004 durch Bouygues an einen Private-Equity-Investor veräußert, die afrikanischen Aktivitäten des Unternehmens verblieben aber bei Bouygues. Eranove, das vormals als Finagestion firmierte, wurde 2008 durch Bouygues mehrheitlich an den Investor Emerging Capital Partners (ECP) verkauft.

## Tochtergesellschaften
| Unternehmen            | Land           | Tätigkeitsbereich                                         |
| ---------------------- | -------------- | --------------------------------------------------------- |
| SODECI                 | Elfenbeinküste | Trink- und Abwasser                                       |
| CIE                    | Elfenbeinküste | Elektrizitätserzeugung und Netze                          |
| SDE                    | Senegal        | Trinkwasser                                               |
| Awale                  | Elfenbeinküste | Telekommunikation (Powerline Communication und Glasfaser) |
| Smart Energy           | Elfenbeinküste | Beratungsleistungen                                       |
| CIPREL                 | Elfenbeinküste | Elektrizitätserzeugung                                    |
| Kénié                  | Mali           | Elektrizitätserzeugung                                    |
| Atinkou                | Elfenbeinküste | Elektrizitätserzeugung                                    |
| Kékéli Efficient Power | Togo           | Elektrizitätserzeugung                                    |
| Asokh Energy           | Gabun          | Elektrizitätserzeugung                                    |
| Louetsi Energy         | Gabun          | Elektrizitätserzeugung                                    |
| Orélo                  | Gabun          | Trinkwasser                                               |
| Sahofika               | Madagaskar     | Elektrizitätserzeugung                                    |
| Cavally                | Elfenbeinküste | Elektrizitätserzeugung                                    |